# La Yerbabuena, Silao de la Victoria
La Yerbabuena är en ort i Mexiko.   Den ligger i kommunen Silao de la Victoria och delstaten Guanajuato, i den centrala delen av landet, 300 km nordväst om huvudstaden Mexico City. La Yerbabuena ligger 1 890 meter över havet och antalet invånare är 249.
Terrängen runt La Yerbabuena är kuperad åt nordost, men åt sydväst är den platt. Runt La Yerbabuena är det ganska tätbefolkat, med 160 invånare per kvadratkilometer. Närmaste större samhälle är Guanajuato, 19,9 km öster om La Yerbabuena. Trakten runt La Yerbabuena består i huvudsak av gräsmarker.